# Johan Vonlanthen
Johan Vonlanthen Benavídez (Santa Marta, 1 februari 1986) is een in Colombia geboren, Zwitsers voormalig voetballer die doorgaans als rechtsbuiten speelde. Hij was actief van 2001 tot en met 2018 en speelde voor onder meer BSC Young Boys, PSV, Red Bull Salzburg, Grasshopper en FC Wil . Vonlanthen maakte van 2004 tot en met 2009 deel uit van het Zwitsers voetbalelftal, waarvoor hij veertig interlands speelde en zeven keer scoorde.

## Clubvoetbal

### Jeugd
Vonlanthen heeft een Colombiaanse moeder en een Zwitserse stiefvader, wiens achternaam hij ook draagt. Op zijn twaalfde verhuisde Vonlanthen met zijn moeder naar Zwitserland. Voordat hij bij BSC Young Boys terechtkwam, speelde hij voor Parque en FC Flamatt. Al op zijn veertiende jaar werd Vonlanthen toegevoegd aan de A-selectie van BSC Young Boys. Zijn debuut kwam in het seizoen 2001/2002. In het seizoen 2002/2003 speelde Vonlanthen 27 wedstrijden, waarin hij vier doelpunten maakte. In de competitie fungeerde Vonlanthen vooral als invaller voor de Zwitserse ster Stéphane Chapuisat. Desondanks trok hij de aandacht van vele Europese topclubs. Na het seizoen 2002/2003 eindigde Vonlanthen als tweede in de verkiezing ‘Zwitsers talent van het jaar’. Vonlanthen moest alleen verdediger Philippe Senderos voor zich dulden.

### PSV
In 2002 maakte Vonlanthen voor het eerst kennis met PSV, zonder te weten dat hij daar ooit zou gaan spelen: Vonlanthen speelde op de Otten Cup, een jeugdtoernooi dat gehouden werd op de Herdgang (het trainingscomplex van PSV). De interesse van PSV voor Vonlanthen werd voor het eerst in de wereld gebracht door de Zwitserse krant Espace op 11 oktober 2002. Enkele dagen later maakte ook het Eindhovens Dagblad melding van een eventuele transfer. Daarbij werd vermeld dat Vonlanthen pas op zijn achttiende verjaardag naar PSV mocht verhuizen. Ook gingen er geruchten dat Vonlanthen 1 miljoen Zwitserse Francs (zo'n €6 ton) moest kosten. Op 23 oktober kwam Vonlanthen voor een korte stage naar PSV. Nadat trainer Guus Hiddink positief over hem oordeelde, tekende Vonlanthen een contract bij PSV. Volgens de reglementen zou het contract pas op 1 januari 2004 ingaan.
Vonlanthen begon het seizoen 2003–2004 bij BSC Young Boys. Maar door een plotselinge verandering van de Europese regels mocht Vonlanthen al voor zijn achttiende verjaardag naar PSV komen. Dat gebeurde op 1 augustus 2003. Drie dagen later werd Vonlanthen gepresenteerd tijdens de Open Dag van PSV. Op 15 augustus maakte hij zijn debuut voor PSV, tijdens de uitwedstrijd tegen Roda JC (2-2). Vonlanthen kwam tot negentien wedstrijden, waarin hij drie doelpunten maakte. Tijdens het seizoen kwam Vonlanthen ook uit voor Jong PSV en de A1 van de club. Zijn debuut in de UEFA Champions League kwam in november 2003: hij mocht het samen met Mateja Kežman in de spits proberen tegen AS Monaco. De wedstrijd eindigde in 1-1.
Voor het seizoen 2004–2005 was er even sprake van een verhuur van Vonlanthen. Die kwam er niet, mede doordat PSV geen gewenste versterking kon halen voor de spitspositie. Vonlanthen bleef, maar moest het vooral doen met wedstrijden met Jong PSV. In de competitie kwam hij tot tien wedstrijden (drie doelpunten). Na de aankoop van Robert de Pinho de Souza in de winterstop leken de kansen voor Vonlanthen nog verder geslonken en werd er door de Zwitserse media gesproken van een verhuur.
Op 31 januari 2005 meldde Johan Derksen in het programma Voetbal Insite dat Vonlanthen voor de rest van het seizoen verhuurd zou worden aan het Italiaanse Brescia Calcio. Een dag later werd de transfer door beide clubs bevestigd. In Italië kwam Vonlanthen tot negen wedstrijden, voornamelijk als invaller.

### NAC Breda
In de zomer van 2005 werd door PSV besloten om Vonlanthen te verhuren aan een Nederlandse club. Zo kon PSV zijn ontwikkeling beter volgen. Er waren verschillende kandidaten, maar NAC Breda was uiteindelijk de club die van zijn diensten gebruik mocht gaan maken. Bij NAC Breda heeft Vonlanthen veel concurrentie: Victor Sikora, Julian Jenner, Anouar Diba en de ‘onaantastbare’ Pierre van Hooijdonk willen allen een plaats in de aanval. Toch pikt Vonlanthen zijn minuten mee en hij wist voor het eerst te scoren in de derby tegen Willem II. Vonlanthen viel tijdens de wedstrijd in voor de geblesseerde Van Hooijdonk en in de 87e minuut maakte hij de (voor NAC Breda) bevrijdende 1-0.
In de loop van het seizoen schijnt het steeds minder te boteren tussen Johan Vonlanthen en Pierre van Hooijdonk. In de eerste paar wedstrijden stelt trainer Ton Lokhoff Vonlanthen op nummer 10 (positie achter de diepste spits). Maar omdat Van Hooijdonk ook de nummer 10-positie ambieert, eist hij die plek in het elftal op. Als publiekslieveling en leider heeft Van Hooijdonk veel macht binnen NAC. Omdat Van Hooijdonk ook beslist zou hebben dat Victor Sikora diepste spits moest zijn, is er geen plek meer voor Vonlanthen in het elftal. Dit hele verhaal wordt ontkend door Lokhoff en NAC, maar de werkelijkheid is echter dat Vonlanthen, hoewel hij clubtopscorer is, inderdaad op de bank belandt.

### Latere carrière
Als Vonlanthen terugkeert naar PSV, waar hij nog een tweejarig contract heeft, blijkt dat een basisplaats daar voor hem nog niet in het verschiet ligt. Hij bedingt een transfer naar Red Bull Salzburg, dat onder de technische leiding staat van Giovanni Trapattoni en Lothar Matthäus, waar hij in zijn eerste seizoen direct al 28 wedstrijden speelt. In het seizoen 2009/10 wordt hij verhuurd aan FC Zürich. In 2011 gaat hij in zijn geboorteland Colombia voor Itagüí Ditaires spelen. In december van dat jaar kwam hij voor het laatst in actie en mede door blessures kondigde hij eind mei 2012 het einde van zijn loopbaan aan.

### Comeback
In april 2013 begon hij aan een comeback bij FC Wohlen. Nadat hij geen contract kon versieren na een testperiode bij Sturm Graz kon hij Grasshopper Zürich overtuigen. Vonlanthen tekende een eenjarig contract. Begin 2014 werd hij verhuurd aan FC Schaffhausen en vervolgens verkaste hij naar Servette FC Genève. Vonlanthen sloot zich in januari 2016 aan bij FC Wil

## Clubstatistieken
| Seizoen | Club               | Competitie       | Wed. | goals |
| ------- | ------------------ | ---------------- | ---- | ----- |
| 2001/02 | BSC Young Boys     | Super League     | 8    | 1     |
| 2002/03 | BSC Young Boys     | Super League     | 27   | 4     |
| 2003/04 | BSC Young Boys     | Super League     | 2    | 1     |
| 2003/04 | PSV                | Eredivisie       | 19   | 3     |
| 2004/05 | PSV                | Eredivisie       | 10   | 3     |
| 2004/05 | → Brescia          | Serie A          | 9    | 0     |
| 2005/06 | → NAC Breda        | Eredivisie       | 32   | 6     |
| 2006/07 | Red Bull Salzburg  | Bundesliga       | 35   | 5     |
| 2007/08 | Red Bull Salzburg  | Bundesliga       | 20   | 3     |
| 2008/09 | Red Bull Salzburg  | Bundesliga       | 29   | 3     |
| 2009/10 | → FC Zürich (huur) | Super League     | 27   | 10    |
| 2010/11 | Red Bull Salzburg  | Bundesliga       | 1    | 0     |
| 2011    | Itagüí Ditaires    | Primera A        | 6    | 0     |
| 2013/14 | Grasshopper Zürich | Super League     | 5    | 0     |
| 2013/14 | → FC Schaffhausen  | Challenge League | 17   | 3     |
| 2014/15 | Servette           | Challenge League | 32   | 10    |
| 2015/16 | FC Wil             | Challenge League | 10   | 0     |
| 2016/17 | FC Wil             | Challenge League | 32   | 6     |
| 2017/18 | FC Wil             | Challenge League | 24   | 5     |

## Interlands
Vonlanthen kwam in zijn jeugd uit voor verschillende Zwitserse jeugdselecties. In 2002 maakte hij als 16-jarige al zijn debuut voor Zwitserland onder-19. In de wedstrijd tegen Bulgarije (3-1) maakte hij alle doelpunten. Een week later mocht hij ook meedoen met Zwitserland onder-21. Bij zijn invalbeurt maakte hij meteen het winnende doelpunt. In januari 2003 ging Vonlanthen mee met Zwitserland onder-21 naar Qatar, voor een tienlandentoernooi. Een maand later mocht Vonlanthen ook meedoen met Jong Zwitserland en was daarmee nog maar één stap verwijderd van het Zwitserse nationale elftal.

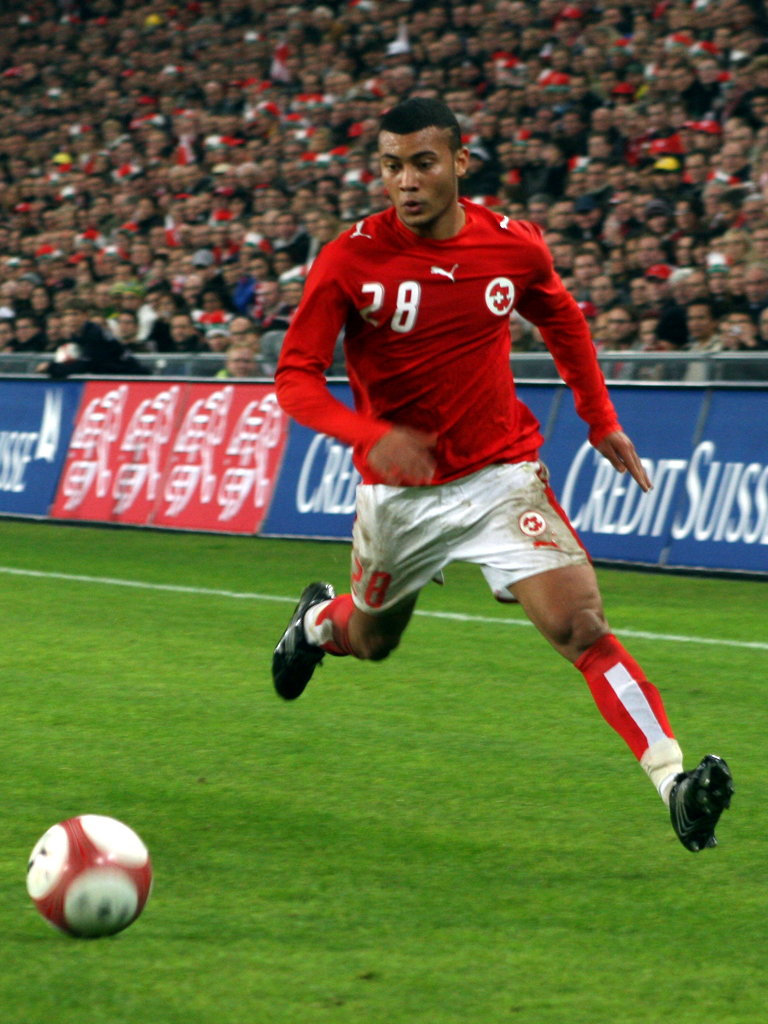
Vonlanthen uitkomend voor Zwitserland.

In november 2003 kwamen er berichten in de media over de interlandcarrière van Vonlanthen. Omdat hij een Zwitsers en een Colombiaans paspoort heeft, mocht hij voor beide landen uitkomen. Vonlanthen liet weten er nog niet over uit te zijn, hoewel hij voor de verschillende Zwitserse jeugdselecties uitkwam. Dit leidde tot irritaties bij de Zwitsers en uiteindelijk tot een climax toen Vonlanthen weigerde op de bank plaats te nemen voor de EK-kwalificatiewedstrijd Zwitserland onder-21 – Tsjechië onder-21. Na de wedstrijd (2-1 voor Tsjechië onder-21) vergaf de bondscoach het Vonlanthen. De geruchten dat hij voor Colombia uit zou gaan komen werden steeds sterker. Die werden uiteindelijk uit de wereld geholpen doordat Vonlanthen had toegezegd mee te gaan voor de returnwedstrijd tegen Tsjechië onder-21. Zwitserland wist zich met Vonlanthen in die wedstrijd na penalty’s toch te kwalificeren.
Toen in 2004 het Europees Kampioenschap in Portugal lonkte, leek Vonlanthen een kans te krijgen in het Zwitsers nationaal elftal. Aanvankelijk werden die geruchten tenietgedaan doordat Vonlanthen voor het EK onder-21 in Duitsland werd geselecteerd. Zwitserland onder-21 werd na vier wedstrijden uitgeschakeld, maar voor Vonlanthen was er een meevaller: hij mocht toch mee naar het EK. Voor het toernooi raakten de spitsen Streller en Léonard Thurre geblesseerd, en moest de bondscoach op zoek naar vervangende spitsen. Het leek te gaan tussen Vonlanthen en Juventus-speler Davide Chiumento (die op dat moment ook nog moet kiezen tussen de Zwitserse en de Italiaanse nationaliteit). Op 2 juni werd Vonlanthen dan gekozen voor de selectie en hij mocht samen met ploeggenoot Johann Vogel afreizen naar Portugal. Vonlanthen was meteen een van de jongste spelers op het toernooi (op Igor Akinfeev en Valeri Bojinov na). In de voorbereiding op het EK maakte Vonlanthen zijn debuut: bij de met 1-0 gewonnen wedstrijd tegen Liechtenstein mocht Vonlanthen acht minuten voor tijd invallen. Toen het EK begon, kwam Vonlanthen tweemaal in de recordboeken: tijdens de tweede groepswedstrijd (Engeland-Zwitserland) viel Vonlanthen in en was daarmee de op een na jongste debutant op een EK ooit. Alleen de Belg Enzo Scifo was jonger. De wedstrijd erna (Zwitserland-Frankrijk) stond Vonlanthen in de basis en maakt de 1-1 in de wedstrijd. Daarmee was hij de jongste doelpuntenmaker op een EK ooit. Vonlanthen was toen 18 jaar, 4 maanden en 20 dagen oud. Na het toernooi bleef Vonlanthen vaste keus voor het Zwitsers elftal.
In de zomer van 2005 werd het WK onder-20 in Nederland gehouden en was Vonlanthen met Zwitserland ook van de partij. Vonlanthen wist een keer het net te vinden: tegen Zuid-Korea (2-1). Zwitserland werd in de groepsfase uitgeschakeld.

## Erelijst
Red Bull Salzburg
- Landskampioen

2006/07, 2008/09